# Squamicornia
Squamicornia es un género de pequeñas polillas primitivas en la familia Micropterigidae.

## Especies
- Squamicornia aequatoriella Kristensen & Nielsen, 1982